# Social skulptur

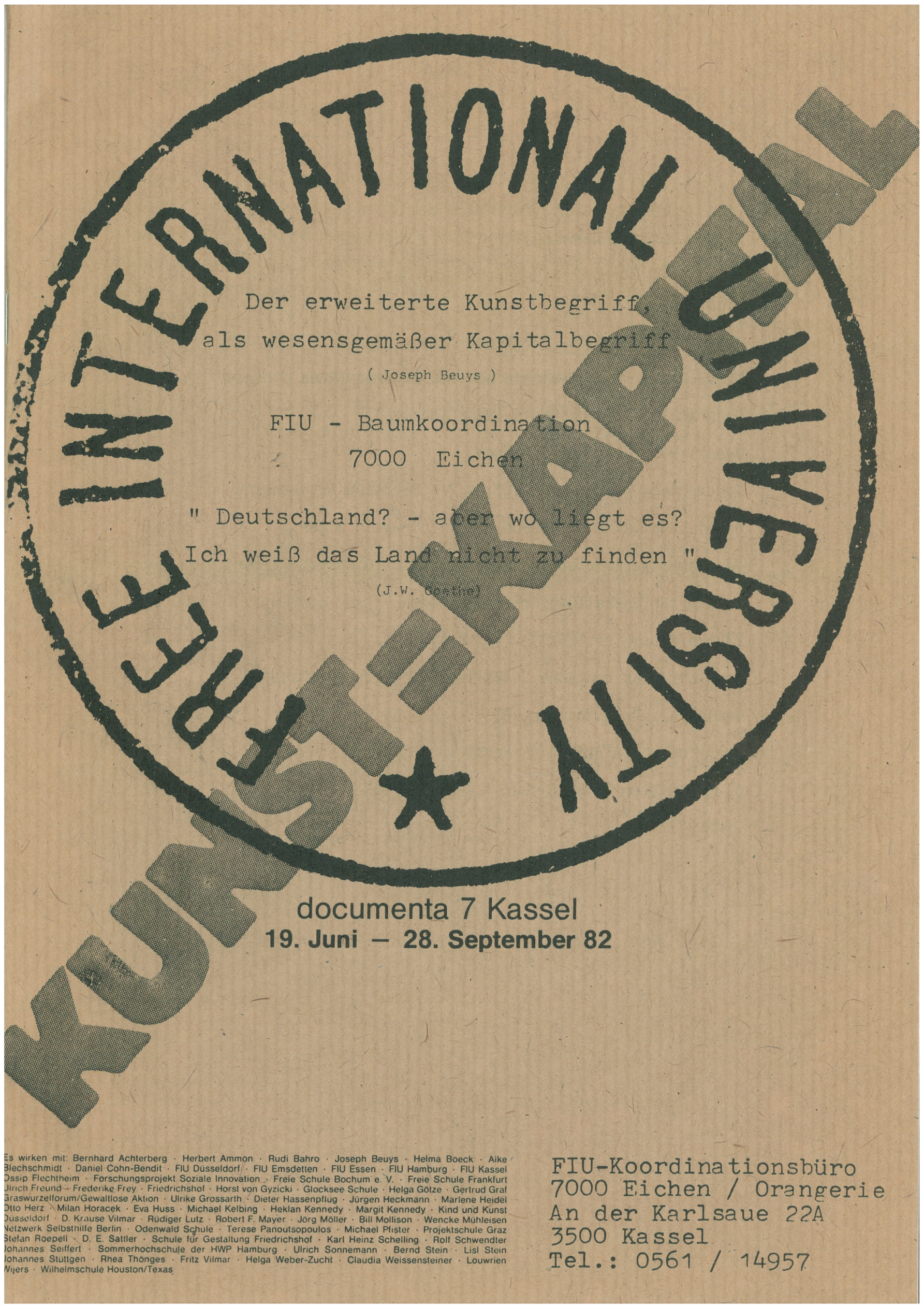
Titelbladet till programbladet för Free International University av Joseph Beuys på Documenta 7 – ett "universitet" som Beuys själv definierade som en social skulptur.

Social skulptur är ett konstteoretiskt begrepp myntat av den tyska konceptuella konstnären Joseph Beuys som syftar till att sätta ord på idén om konstens potential att förändra samhället. Termen utgår ifrån Beuys idéer om det utökade konstbegreppet, där "konst" inte längre begränsas till en materiellt påtaglig artefakt utan kan omfatta sociala skeenden, processer och vardagliga handlingar. En social skulptur är mänsklig aktivitet som strävar efter att strukturera och forma samhället eller miljön, med hjälp av språk, tankar, handlingar och föremål.